# Ele.me
Ele.me (mandarin : 饿了么, prononcé « euh-leu-meu », traduit par « As-tu faim ? » ou « Avez-vous faim ? ») est une plateforme chinoise de commande et de livraison de repas (en) en ligne fondée en 2008 par Zhang Xuhao. Présente dans des centaines de villes et forte de plusieurs centaines de milliers de livreurs via son service logistique Fengniao, rebaptisé FN Logistics en 2019, l'entreprise est l'un des principaux acteurs du marché chinois de la livraison de repas. En 2024, elle se classe deuxième derrière Meituan, avec environ un tiers des parts de marché.
En 2018, Ele.me est acquise par le groupe Alibaba pour 9,5 milliards de dollars, dans le cadre de sa stratégie New Retail (zh) visant à intégrer commerce en ligne, magasins physiques et services de proximité. L'entreprise fusionne ensuite ses opérations avec Koubei (zh), autre filiale d'Alibaba, tout en conservant sa marque et son positionnement. Engagée dans une concurrence intense avec Meituan, elle bénéficie du soutien financier et technologique d'Alibaba pour développer ses capacités logistiques, intégrer l'intelligence artificielle et explorer la livraison par drones et robots. En 2025, à la suite d'injonctions des autorités chinoises, Ele.me et ses principaux concurrents s'engagent à modérer la guerre des prix et à promouvoir une concurrence plus équilibrée.

## Histoire

### Avant Alibaba
Ele.me est fondée en 2008 par Zhang Xuhao, alors étudiant en master à l'université Jiao-tong de Shanghai, et cinq de ses camarades. La plateforme de commande de repas en ligne ouvre officiellement son site web en avril 2009.
Avant son acquisition par Alibaba en 2018, l'entreprise emploie environ 15 000 personnes et dessert 260 millions d'utilisateurs dans 2 000 villes à travers la Chine, avec 1,3 million de restaurants partenaires. Elle est valorisée entre 5,5 et 6 milliards de dollars en mai 2017. En août de la même année, elle dépense 800 millions de dollars pour acquérir Baidu Waimai, l'activité de livraison de Baidu, valorisée à 500 millions de dollars. Pour assurer ses livraisons, Ele.me développe son propre service logistique baptisé Fengniao (« colibri » en mandarin), et au fil du temps, diversifiera son offre au-delà des repas pour inclure la livraison de courses, de produits périssables, de gâteaux, de fleurs, de plantes et de médicaments.

### Rachat par Alibaba
En 2017, le marché chinois de la livraison de repas (en) en ligne est estimé à 67,7 milliards de yuans (environ 10,7 milliards de dollars). Alibaba, cherchant à pénétrer ce segment de marché pour concurrencer Tencent (qui soutient Meituan), commence à investir dans Ele.me. Avec Ant Financial, il prend une participation de plus d'un quart de l'entreprise par un investissement de 1,25 milliard de dollars, suivi d'un autre milliard de dollars.
Le 26 février 2018, des informations révèlent qu'Alibaba prévoit de racheter entièrement Ele.me en acquérant les parts de Baidu et d'autres investisseurs. Un étude note qu'Alibaba et Ant Financial accusent un retard en matière de pénétration hors ligne face à Tencent et Meituan, en particulier dans les services à la demande. L'acquisition d'Ele.me est considérée comme le moyen le plus rapide et le plus efficace pour Alibaba de reprendre une position dans le secteur O2O (online to offline (en)),. La société ne possède pas sa propre flotte de livraison, contrairement à son rival JD.com, mais peut combler cette lacune en acquérant Ele.me et ses 400 000 livreurs, surtout sur la question du « dernier kilomètre » (la livraison finale au client).
Selon Daniel Zhang, PDG d'Alibaba, l'intégration d'Ele.me avec les activités existantes d'Alibaba, comme son réseau logistique Cainiao, ses magasins physiques, son site d'achat en ligne Tmall, sa chaîne de supermarchés Hema Fresh,, et sa plateforme de services de proximité Koubei (zh) pourrait aussi permettre de créer des synergies intéressantes, dans le cadre de la stratégie New Retail (zh) (« Nouveau commerce de détail ») visant à fusionner les activités en ligne et hors ligne,. 
Après avoir acquis progressivement environ 43 % des actions ordinaires (en) d'Ele.me avec Ant Financial, Alibaba annonce officiellement le 2 avril 2018 son acquisition de la totalité de l'entreprise,,, pour une valeur de 9,5 milliards de dollars américains, entièrement en espèces, ce qui en fait à l'époque l'une des plus importantes acquisitions de l'histoire de l'internet chinois. L'opération permet à Baidu de se désengager d'une activité périphérique pour se concentrer sur ses activités principales de moteur de recherche et d'intelligence artificielle.
Le fondateur d'Ele.me, Zhang Xuhao, devient président de l'entreprise et conseiller spécial auprès du PDG d'Alibaba pour la stratégie New Retail, tandis que Wang Lei, vice-président d'Alibaba, est nommé nouveau PDG d'Ele.me,. Bien qu'il soit craint que l'opération puisse réduire les marges bénéficiaires à court terme, le groupe Alibaba a déjà l'expérience de telles acquisitions, comme Youku ou AutoNavi (en). Le 1er août 2018, Alibaba intègre un lien vers Ele.me directement sur la page d'accueil de son application mobile Taobao, donnant ainsi accès aux services de livraison d'Ele.me à plus de 400 millions d'utilisateurs d'Alipay et de Taobao.

### Fusion avec Koubei et développement de Fengniao

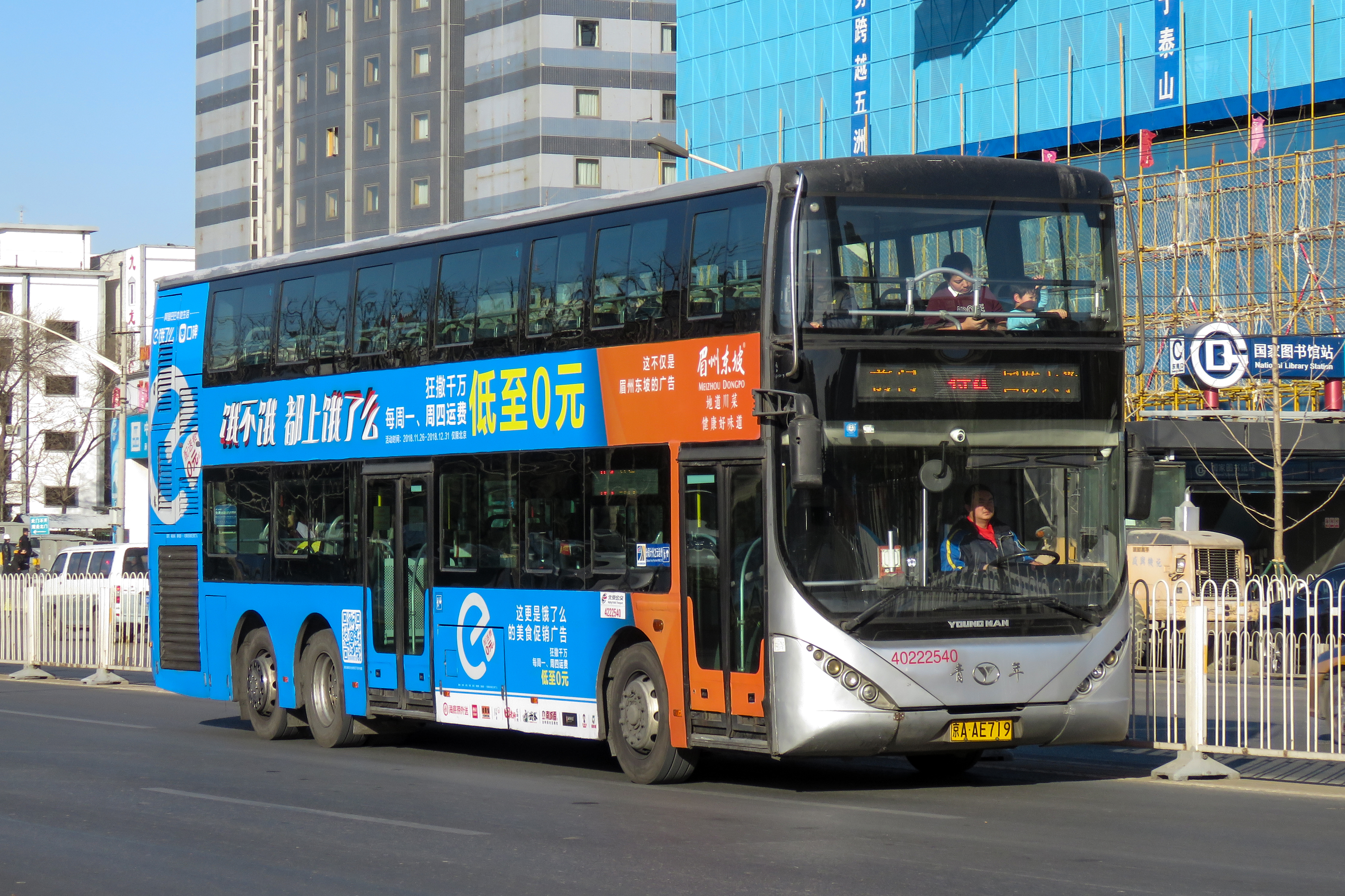
Publicité pour Ele.me sur un bus à Pékin en 2018

Le 12 octobre 2018, afin de se renforcer face à Meituan, Alibaba annonce la fusion d'Ele.me avec Koubei (zh), sa plateforme de services de proximité. L'entreprise combinée est présente dans 676 villes et regroupe 3,5 millions de commerçants. Pour la soutenir, Alibaba, Ant Financial et Softbank y investissent 3 milliards de dollars (environ 443 millions de dollars). Malgré la fusion, Ele.me et Koubei continuent d'opérer séparément mais dorénavant de manière complémentaire, Ele.me se concentrant sur la livraison de repas (en) et la logistique, tandis que Koubei travaille avec les restaurants pour permettre aux clients de commander et payer via des applications. Chaque entité continue également d'opérer sous sa propre marque. L'objectif déclaré est de conquérir plus de la moitié du marché de la livraison de repas en Chine à moyen terme, face à Meituan qui détient 59,1 % des parts de marché au premier trimestre 2018. Fengniao, le service logistique d'Ele.me, voit ses commandes O2O (online to offline (en)) augmenter de 185 % en glissement annuel au second semestre 2018. Ele.me compte à cette époque plus de 667 000 livreurs.
En juin 2019, Alibaba annonce rebaptiser Fengniao en FN Logistics, et le développer pour être capable de gérer jusqu'à 100 millions d'articles par jour à l'avenir. 20 000 nouveaux centres de livraison express sont prévus dans toute la Chine sur les trois prochaines années, tandis que l'intelligence artificielle et le Big Data seront utilisés pour prédire les achats des consommateurs et calculer les itinéraires les plus optimaux pour les livreurs, tout comme les technologies IoT (internet des objets) seront intégrées dans leur équipement. L'utilisation des drones, des véhicules autonomes et des robots (par exemple ChiTu) est également envisagée. Ele.me signe des partenariats pour FN Logistics avec notamment Starbucks, la chaîne de cosmétique Watsons, le site de commerce en ligne Tmall, et la plateforme de santé en ligne AliHealth (en).

### Concurrence

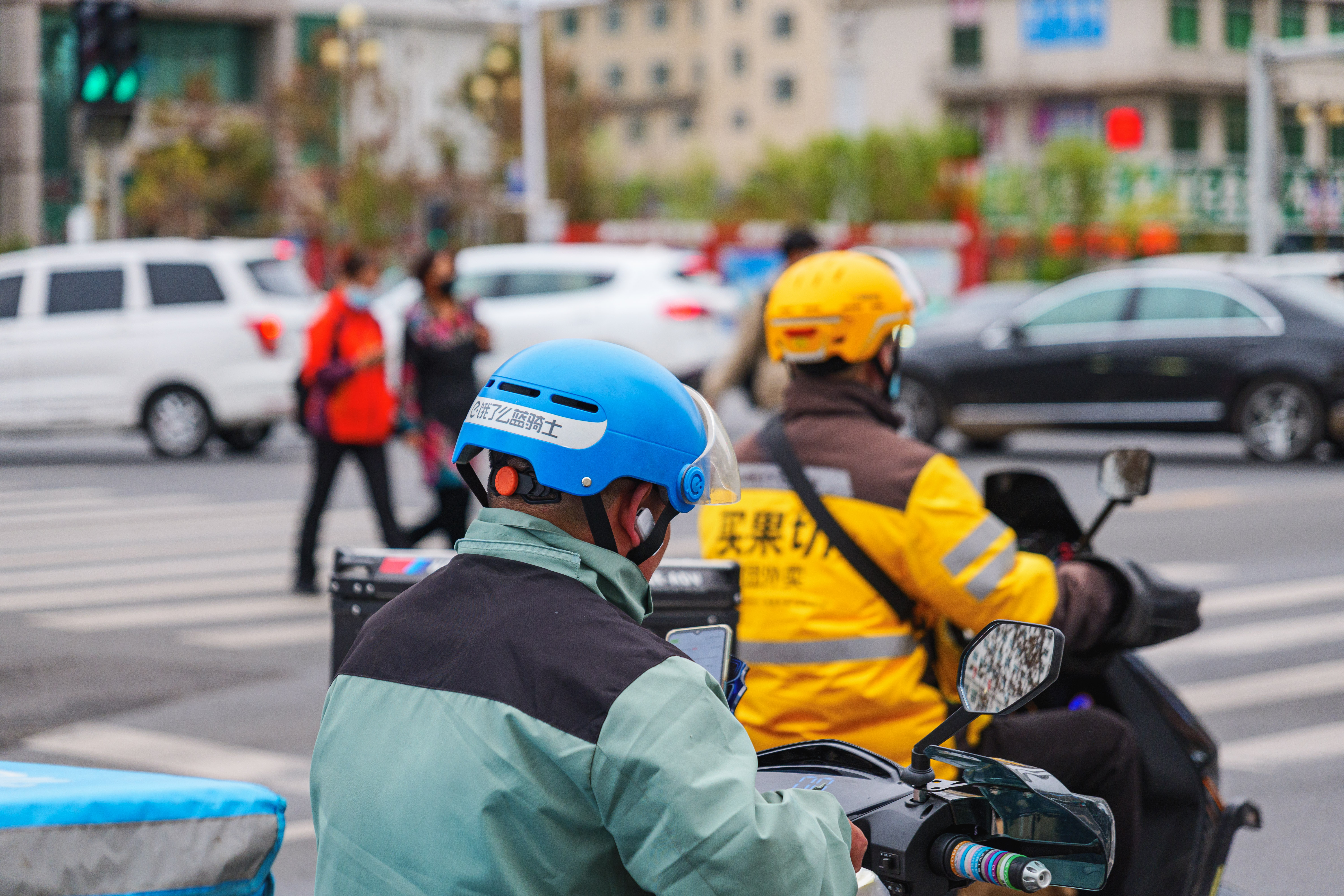
Un livreur Ele.me (casque bleu) et un livreur Meituan (casque jaune) côte à côte à Yanji en 2024.

Pour dominer le marché de la livraison de repas qui croît grâce à la popularité du quick commerce, Ele.me et Meituan investissent chacun en subventions et en promotions afin de fidéliser les consommateurs, les commerçants et les livreurs, privilégiant la croissance et la conquête de parts de marché plutôt que la rentabilité à court terme,. Selon une étude, en 2024, Meituan domine 65 % du marché de la livraison de repas, tandis qu'Ele.me se classe en deuxième position avec une part de marché de 33 %, les autres plateformes de livraison se partageant les 2 % restants.

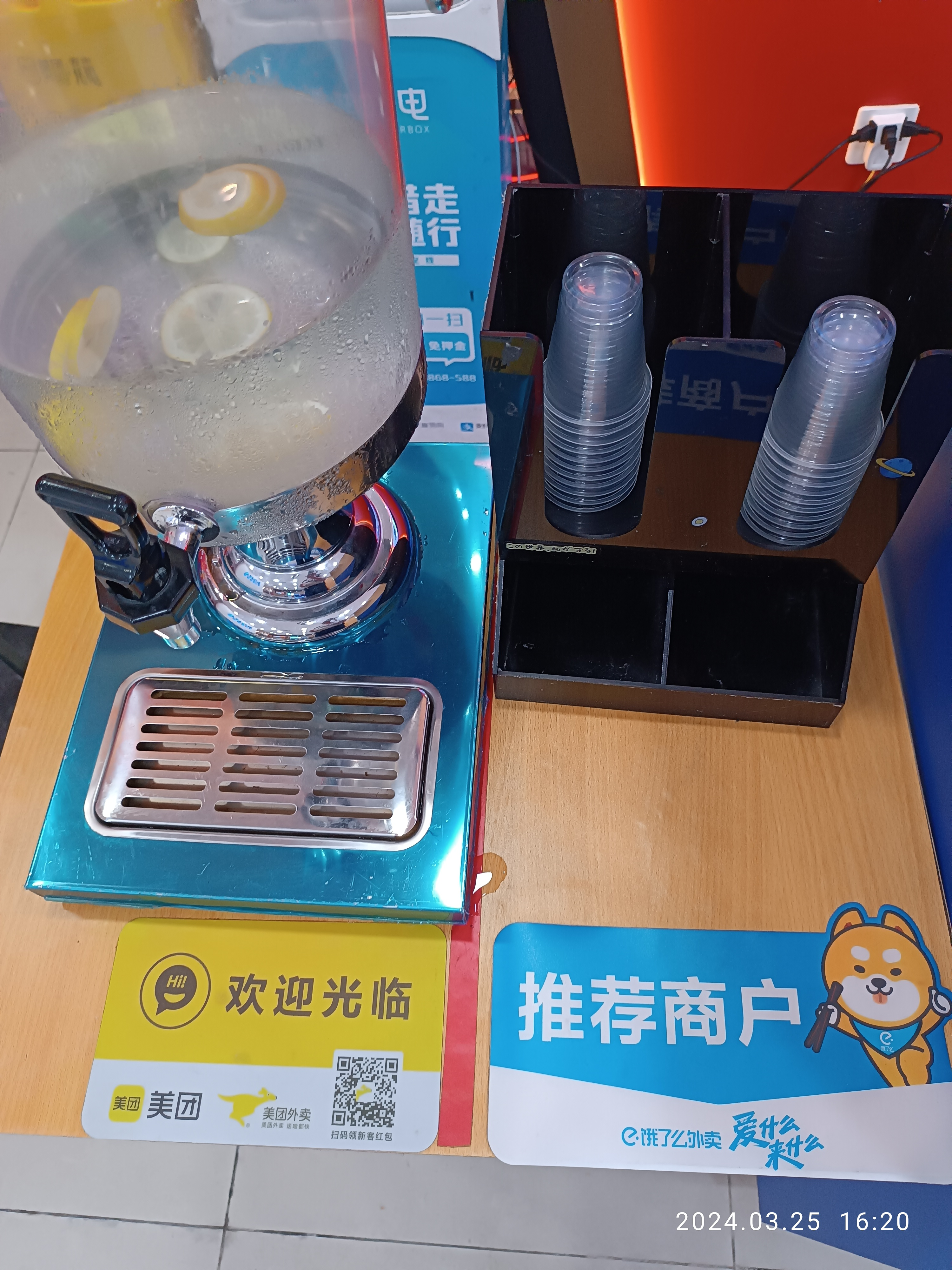
Autocollants pour Meituan (en jaune) et pour Ele.me (en bleu) dans un restaurant de Shenzhen en 2024

En février 2025, JD.com annonce son entrée sur le marché de la livraison, via sa filiale logistique Dada Nexus. Le groupe ne veut pas participer à la lutte entre Ele.me et Meituan, qui adoptent une approche généraliste, mais souhaite se concentrer sur un marché de niche, celui des restaurants et des chaînes haut de gamme. Le PDG Liu Qiangdong recrute activement des livreurs et s'affiche publiquement avec eux pour promouvoir son service. En juin 2025, Meituan conserve toujours sa domination avec environ 70 % de parts de marché. Ses concurrents affichent toutefois une croissance significative de leurs volumes de commandes.
En mai 2025, du fait de la compétition excessive sur le marché chinois de la livraison, l'Administration d'État pour la régulation du marché (SAMR) convoque Meituan, Ele.me et JD.com, pour leur demander d'adopter une attitude plus « rationnelle » et de respecter les lois sur le commerce électronique, la concurrence déloyale et la sécurité alimentaire,. L'objectif est de mieux encadrer les pratiques de promotion, d'encourager une compétition saine et de favoriser un écosystème équilibré, bénéfique pour l'ensemble des parties prenantes : les consommateurs, les commerçants, les livreurs et les opérateurs de plateforme.
Le 1er août 2025, Meituan, Ele.me et JD.com publient des déclarations quasi simultanées les engageant à promouvoir un environnement commercial « plus juste » et appelant à résister à la « concurrence auto-destructrice ». Ele.me promet de protéger les marges des commerçants et d'éviter les promotions irrationnelles, tandis que Meituan assure qu'il ne forcera plus les entreprises à participer à des programmes de subventions, et que JD.com s'engage à résister aux subventions « malveillantes » et à ne pas créer de bulles spéculatives sur le marché. Selon un analyste, cet arrêt de la guerre des prix (« involution» selon le terme employé en Chine pour désigner une concurrence auto-destructrice) ne signifie pas la fin de la concurrence, laquelle devrait continuer d'exister de manière plus « normalisée ».